# 금강로
금강로(金剛路, Geumgang-ro)는 경기도 구리시 갈매동 서울특별시 경계와 강원특별자치도 철원군 근남면 사곡 교차로를 잇는 도로이다. 대부분의 구간이 국도 제47호선에 해당한다. 금강산로(金剛山路)로 불리기도 하였다.

## 역사
- 1981년 3월 14일 : 국도 제47호선 반월 ~ 금화선 신설로 국도 제47호선으로 지정[1]
- 1981년 4월 6일 : 국도로 승격된 남양주군 별내면 갈매리 ~ 포천군 이동면 도평리 구간 개통[2]
- 1981년 4월 13일 : 국도로 승격된 철원군 군서면 자등리 ~ 금화읍 학사리 15 km 구간 개통[3]
- 1993년 4월 13일 : 철원군 서면 자등리 360m 구간 개통[4]
- 1997년 6월 30일 : 퇴계원 ~ 진접간 도로(구리시 갈매동 ~ 남양주시 진접읍 장현리) 15 km 구간 개통 및 기존 퇴계원우회도로(구리시 갈매동 ~ 남양주시 진접읍 내곡리) 4.65 km 구간, 내곡우회도로(남양주시 진접읍 내곡리) 380m 구간, 내각우회도로(남양주시 진접읍 내각리) 1.1 km 구간, 장현우회도로(남양주시 진접읍 장현리) 2.1 km 구간 폐지[5]
- 1997년 12월 31일 : 남양주시 진접읍 장현리 ~ 팔야리 3.5 km 구간 개통 및 기존 1.5 km 구간 폐지, 포천군 내촌면 음현리 1.8 km 구간 개통 및 기존 700m 구간 폐지, 포천군 내촌면 내리 ~ 신팔리 7.8 km 구간 개통 및 기존 1.57 km 구간 폐지[6]
- 1999년 12월 31일 : 진접 ~ 신팔간 도로(남양주시 진접읍 팔야리 ~ 포천군 내촌면 신팔리) 4.5 km 구간 확장 개통, 기존 100m 구간 폐지[7]
- 2003년 12월 30일 : 신팔 ~ 일동간 도로 (포천시 내촌면 신팔리 ~ 일동면 기산리) 12 km 구간 확장 개통[8]
- 2006년 9월 30일 : 일동 ~ 이동간 도로(포천시 일동면 기산리 ~ 이동면 도평리) 16.96 km 구간 확장 개통[9], 기존 16.8 km 구간 폐지[10]
- 2009년 7월 10일 : 2개 이상 시·도에 걸쳐 있는 도로로 금강로를 고시[11]
- 2011년 12월 12일 : 퇴계원 나들목 ~ 구 진관 나들목(구리시 사노동 ~ 남양주시 진건읍 진관리) 3.0 km 구간 확장 개통[12]
- 2012년 6월 29일 : 퇴계원 나들목 연결도로(구리시 사노동 ~ 남양주시 별내면 화접리) 5.4 km 구간 개통[13]
- 2013년 4월 30일 : 구 진관 나들목 ~ 임송 나들목(남양주시 진건읍 진관리 ~ 진접읍 내곡리) 1.9 km 구간 확장 개통[14]
- 2014년 4월 30일 : 임송 나들목 ~ 연평 나들목(남양주시 진접읍 내곡리 ~ 연평리) 3.7 km 구간 확장 개통[15]
- 2015년 12월 15일 : 철원서면우회도로(철원군 서면 자등리) 6.9 km 구간 개통, 기존 7.5 km 구간 폐지[16]

## 주요 경유지
경기도
- 구리시 (동구동 · 사노동) - 남양주시 (진건읍 · 진접읍) - 포천시 내촌면 - 가평군 상면 - 포천시 (화현면 · 일동면 · 이동면)

강원특별자치도
- 철원군 (서면 · 김화읍)

## 노선
| 이름                                   | 접속 노선                                                       | 소재지                                      | 소재지                                            | 비고                                                                                        |
| -------------------------------------- | --------------------------------------------------------------- | ------------------------------------------- | ------------------------------------------------- | ------------------------------------------------------------------------------------------- |
| 담터사거리                             | 서울특별시도 제20호선 (화랑로) 불암로 담터길                    | 구리시                                      | 갈매동                                            |                                                                                             |
| 담터2 교차로 (갈매지하차도)            | 별내2로 경춘북로303번길                                         | 구리시                                      | 갈매동                                            |                                                                                             |
| 갈매 교차로                            | 국도 제47호선 (경춘북로)                                        | 구리시                                      | 갈매동                                            | 국도 제47호선 구간                                                                          |
| 갈매 나들목                            | 경춘북로 송산로                                                 | 구리시                                      | 갈매동                                            | 국도 제47호선 구간                                                                          |
| 퇴계원 나들목                          | 100호선 수도권제1순환고속도로                                   | 구리시                                      | 동구동                                            | 국도 제47호선 구간                                                                          |
| 사노 나들목                            | 국도 제43호선 국도 제46호선 (동구릉로)                          | 구리시                                      | 동구동                                            | 국도 제43, 46, 47호선 구간                                                                  |
| 사노교                                 |                                                                 | 구리시                                      | 동구동                                            | 국도 제43, 46, 47호선 구간                                                                  |
| 남양주시                               | 진건읍                                                          |                                             |                                                   | 국도 제43, 46, 47호선 구간                                                                  |
| 남양주시                               | 진건읍                                                          | 진관 나들목                                 | 국도 제46호선 (신경춘로)                          | 국도 제43, 46, 47호선 구간                                                                  |
| 남양주시                               | 진건읍                                                          | 구 진관 나들목                              | 지방도 제383호선 (경춘북로)                       | 국도 제43, 47호선 구간 철원 방면 진출 불가                                                  |
| 남양주시                               | 진건읍                                                          | 과선교 신월교                               |                                                   | 국도 제43, 47호선 구간                                                                      |
| 남양주시                               | 진건읍                                                          | 신월 교차로                                 | 용신로 진관로562번길                              | 국도 제43, 47호선 구간                                                                      |
| 남양주시                               | 임송 나들목                                                     | 국도 제43호선 (퇴계원 ~ 진접간 도로)        | 진접읍                                            | 국도 제43, 47호선 구간 철원 방면 진입 불가 구리 방면 진출 불가                              |
| 남양주시                               | 임송교                                                          |                                             | 진접읍                                            | 국도 제43호선 구간                                                                          |
| 남양주시                               | 임송삼거리                                                      | 퇴계원로                                    | 진접읍                                            | 국도 제43호선 구간                                                                          |
| 남양주시                               | 내곡 나들목                                                     | 국도 제43호선 (전도치로)                    | 진접읍                                            | 국도 제43호선 구간                                                                          |
| 남양주시                               | (영서마을)                                                      | 금강로927번길 금강로928번길                 | 진접읍                                            |                                                                                             |
| 남양주시                               | 내곡리입구 교차로                                               | 금강로960번길 금강로961번길                 | 진접읍                                            |                                                                                             |
| 남양주시                               | 내곡 교차로                                                     | 국가지원지방도 제98호선 (남가로) 덕내로     | 진접읍                                            | 국가지원지방도 제98호선 구간 남양주시도 제23호선 구간                                       |
| 남양주시                               | 내각리입구 교차로                                               | 내각1로                                     | 진접읍                                            | 국가지원지방도 제98호선 구간 남양주시도 제23호선 구간                                       |
| 남양주시                               | 내각교                                                          |                                             | 진접읍                                            | 국가지원지방도 제98호선 구간 남양주시도 제23호선 구간                                       |
| 남양주시                               | 내각사거리                                                      | 금강로1190번길                              | 진접읍                                            | 국가지원지방도 제98호선 구간 남양주시도 제23호선 구간                                       |
| 남양주시                               | 장현리입구 교차로                                               | 장현로                                      | 진접읍                                            | 국가지원지방도 제98호선 구간 남양주시도 제23호선 구간                                       |
| 남양주시                               | 장현사거리                                                      | 국가지원지방도 제86호선 (진건오남로) 봉현로 | 진접읍                                            | 국도 제47호선 구간 국가지원지방도 제98호선 구간                                             |
| 남양주시                               | 봉현교                                                          |                                             | 진접읍                                            | 국도 제47호선 구간 국가지원지방도 제98호선 구간                                             |
| 남양주시                               | 금곡 교차로                                                     | 해밀예당3로                                 | 진접읍                                            | 국도 제47호선 구간 국가지원지방도 제98호선 구간                                             |
| 남양주시                               | 진접읍 행정복지센터앞 교차로                                    |                                             | 진접읍                                            | 국도 제47호선 구간 국가지원지방도 제98호선 구간                                             |
| 남양주시                               | 장현시외버스정류장                                              |                                             | 진접읍                                            | 국도 제47호선 구간 국가지원지방도 제98호선 구간                                             |
| 남양주시                               | 장승부락입구 교차로                                             | 금강로1573번길 금강로1576번길               | 진접읍                                            | 국도 제47호선 구간 국가지원지방도 제98호선 구간                                             |
| 남양주시                               | 부평교                                                          | 부평로 광릉수목원로                         | 진접읍                                            | 국도 제47호선 구간 국가지원지방도 제98호선 구간                                             |
| 남양주시                               | 부평육교 부평2교                                                |                                             | 진접읍                                            | 국도 제47호선 구간 국가지원지방도 제98호선 구간                                             |
| 남양주시                               | 광릉내                                                          | 광릉내로 진벌로                             | 진접읍                                            | 국도 제47호선 구간 국가지원지방도 제98호선 구간                                             |
| 남양주시                               | 팔야리입구 교차로                                               | 금강로1845번길                              | 진접읍                                            | 국도 제47호선 구간 국가지원지방도 제98호선 구간                                             |
| 남양주시                               | 신팔야교                                                        |                                             | 진접읍                                            | 국도 제47호선 구간 국가지원지방도 제98호선 구간                                             |
| 음현3리 교차로                         | 금강로2118번길                                                  | 포천시                                      | 내촌면                                            | 국도 제47호선 구간 국가지원지방도 제98호선 구간                                             |
| 음현2리 교차로                         | 금강로2110번길                                                  | 포천시                                      | 내촌면                                            | 국도 제47호선 구간 국가지원지방도 제98호선 구간                                             |
| 음현4리 교차로                         | 금강로2194번길                                                  | 포천시                                      | 내촌면                                            | 국도 제47호선 구간 국가지원지방도 제98호선 구간                                             |
| 내촌 나들목                            | 400호선 수도권제2순환고속도로                                   | 포천시                                      | 내촌면                                            | 국도 제47호선 구간 국가지원지방도 제98호선 구간                                             |
| 내촌중학교앞 교차로                    | 내촌로                                                          | 포천시                                      | 내촌면                                            | 국도 제47호선 구간 국가지원지방도 제98호선 구간                                             |
| 내촌육교                               | 국도 제87호선 국가지원지방도 제98호선 지방도 제364호선 (포천로) | 포천시                                      | 내촌면                                            | 국도 제47호선 구간 국가지원지방도 제98호선 구간 지방도 제364호선 구간                       |
| 내촌1교 내촌2교                        |                                                                 | 포천시                                      | 내촌면                                            | 국도 제47호선 구간 지방도 제364호선 구간                                                    |
| 기장1교                                | 내촌로                                                          | 포천시                                      | 내촌면                                            | 국도 제47호선 구간 지방도 제364호선 구간                                                    |
| 기장2교 기장3교                        |                                                                 | 포천시                                      | 내촌면                                            | 국도 제47호선 구간 지방도 제364호선 구간                                                    |
| 소학3리 교차로                         | 금강로2877번길 금강로2895번길                                   | 포천시                                      | 내촌면                                            | 국도 제47호선 구간 지방도 제364호선 구간                                                    |
| 신효죽교 청담교                        |                                                                 | 포천시                                      | 내촌면                                            | 국도 제47호선 구간 지방도 제364호선 구간                                                    |
| 신팔2리 교차로                         | 금강로3029번길                                                  | 포천시                                      | 내촌면                                            | 국도 제47호선 구간 지방도 제364호선 구간                                                    |
| 청담마을입구 교차로                    | 금강로3029번길                                                  | 포천시                                      | 내촌면                                            | 국도 제47호선 구간 지방도 제364호선 구간                                                    |
| 서파검문소 교차로                      | 금강로3211번길                                                  | 포천시                                      | 내촌면                                            | 국도 제47호선 구간 지방도 제364호선 구간                                                    |
| 서파 교차로                            | 국도 제37호선 국가지원지방도 제56호선 지방도 제364호선 (청군로) | 포천시                                      | 내촌면                                            | 국도 제37, 47호선 구간 국가지원지방도 제56호선 구간 지방도 제364호선 구간                   |
| 봉수리                                 | 봉수로                                                          | 가평군                                      | 상면                                              | 국도 제37, 47호선 구간 국가지원지방도 제56호선 구간 철원 방면 진입 불가 구리 방면 진출 불가 |
| 봉수 교차로                            | 봉수로                                                          | 가평군                                      | 상면                                              | 국도 제37, 47호선 구간 국가지원지방도 제56호선 구간                                         |
| 운악 교차로                            | 화동로                                                          | 포천시                                      | 화현면                                            | 국도 제37, 47호선 구간 국가지원지방도 제56호선 구간                                         |
| 화현교                                 |                                                                 | 포천시                                      | 화현면                                            | 국도 제37, 47호선 구간 국가지원지방도 제56호선 구간                                         |
| 화현 교차로                            | 화동로                                                          | 포천시                                      | 화현면                                            | 국도 제37, 47호선 구간 국가지원지방도 제56호선 구간                                         |
| 선촌 교차로                            |                                                                 | 포천시                                      | 화현면                                            | 국도 제37, 47호선 구간 국가지원지방도 제56호선 구간                                         |
| 일동 교차로                            | 국도 제37호선 (신영일로)                                        | 포천시                                      | 일동면                                            | 국도 제37, 47호선 구간 국가지원지방도 제56호선 구간                                         |
| 기산1교 기산2교 기산3교                |                                                                 | 포천시                                      | 일동면                                            | 국도 제47호선 구간 국가지원지방도 제56호선 구간                                             |
| 수입 교차로                            | 지방도 제387호선 (수입로)                                       | 포천시                                      | 일동면                                            | 국도 제47호선 구간 국가지원지방도 제56호선 구간                                             |
| 수입교 사직1교 사직2교 사직3교 사직4교 |                                                                 | 포천시                                      | 일동면                                            | 국도 제47호선 구간 국가지원지방도 제56호선 구간                                             |
| 연곡1교 연곡2교 연곡3교                |                                                                 | 포천시                                      | 이동면                                            | 국도 제47호선 구간 국가지원지방도 제56호선 구간                                             |
| 연곡 교차로 (신연곡삼거리)             | 화동로                                                          | 포천시                                      | 이동면                                            | 국도 제47호선 구간 국가지원지방도 제56호선 구간                                             |
| 장암1교 장암2교                        |                                                                 | 포천시                                      | 이동면                                            | 국도 제47호선 구간 국가지원지방도 제56호선 구간                                             |
| 이동터널                               |                                                                 | 포천시                                      | 이동면                                            | 국도 제47호선 구간 국가지원지방도 제56호선 구간 철원 방면 연장 275m 구리 방면 연장 320m     |
| 장암3교                                |                                                                 | 포천시                                      | 이동면                                            | 국도 제47호선 구간 국가지원지방도 제56호선 구간                                             |
| 이동 교차로                            | 국가지원지방도 제78호선 (여우고개로)                            | 포천시                                      | 이동면                                            | 국도 제47호선 구간 국가지원지방도 제56호선 구간                                             |
| 도평1교 도평2교                        |                                                                 | 포천시                                      | 이동면                                            | 국도 제47호선 구간 국가지원지방도 제56호선 구간                                             |
| 도평 교차로 (도평3교)                  | 지방도 제372호선 (화동로)                                       | 포천시                                      | 이동면                                            | 국도 제47호선 구간 국가지원지방도 제56호선 구간                                             |
| 도평교 약사교 지동교 일단고개          |                                                                 | 포천시                                      | 이동면                                            | 국도 제47호선 구간 국가지원지방도 제56호선 구간                                             |
| 자등현 (자등고개)                      |                                                                 | 포천시                                      | 이동면                                            | 국도 제47호선 구간 국가지원지방도 제56호선 구간                                             |
| 철원군                                 | 서면                                                            |                                             |                                                   | 국도 제47호선 구간 국가지원지방도 제56호선 구간                                             |
| 철원군                                 | 서면                                                            | 장명교                                      |                                                   | 국도 제47호선 구간 국가지원지방도 제56호선 구간                                             |
| 철원군                                 | 서면                                                            | 장명 교차로                                 | 자등로                                            | 국도 제47호선 구간 국가지원지방도 제56호선 구간 구리 방면 진출 불가                         |
| 철원군                                 | 서면                                                            | 장명육교 상해교                             |                                                   | 국도 제47호선 구간 국가지원지방도 제56호선 구간                                             |
| 철원군                                 | 서면                                                            | 음지 교차로 (음지교)                        | 자등로                                            | 국도 제47호선 구간 국가지원지방도 제56호선 구간                                             |
| 철원군                                 | 서면                                                            | 양지교                                      |                                                   | 국도 제47호선 구간 국가지원지방도 제56호선 구간                                             |
| 철원군                                 | 서면                                                            | 신술 교차로                                 | 국가지원지방도 제56호선 지방도 제463호선 (태봉로) | 국도 제47호선 구간 국가지원지방도 제56호선 구간                                             |
| 철원군                                 | 서면                                                            | 자등육교                                    |                                                   | 국도 제47호선 구간                                                                          |
| 철원군                                 | 서면                                                            | 자등 교차로                                 | 자등로                                            | 국도 제47호선 구간                                                                          |
| 철원군                                 | 서면                                                            | 송동1교 송동2교                             |                                                   | 국도 제47호선 구간                                                                          |
| 철원군                                 | 서면                                                            | 와수리                                      | 국도 제47호선 (와수로)                            | 국도 제47호선 구간                                                                          |
| 미개통 구간                            |                                                                 |                                             |                                                   |                                                                                             |
| 사곡 교차로                            | 국도 제56호선 (호국로)                                          | 철원군                                      | 김화읍                                            |                                                                                             |

## 주요 건물 및 시설
- 밤섬유원지 (경기도 남양주시 진접읍 금강로 1032)
- 우석헌자연사박물관 (경기도 남양주시 진접읍 금강로 1095)
- 홈플러스 진접점 (경기도 남양주시 진접읍 금강로 1447)
- 진접읍 행정복지센터 (경기도 남양주시 진접읍 금강로 1509-26)
- 진접중학교 (경기도 남양주시 진접읍 금강로 1641-1)